# Kutte

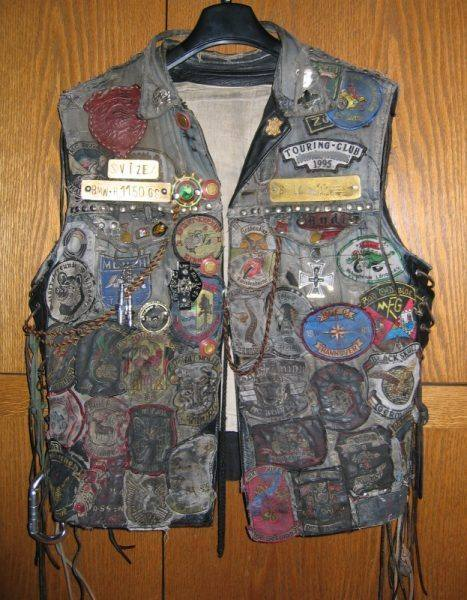
Une kutte

Une kutte (emprunté de l'allemand Kutte), aussi appelée veste à patches, battle jacket ou cut est un type de veste portée par des punks, des metalleux et des motards.

## Utilisation
La kutte a trouvé une popularité dans la culture punk, surtout dans les scènes street punk et crust punk. Les metalleux la portent surtout dans les scènes NWOBHM et thrash metal, comme beaucoup de scènes dérivant du heavy metal traditionnel. Sur leur kutte, ils affichent avec des patches, les noms de leurs groupes favoris.

## Apparence

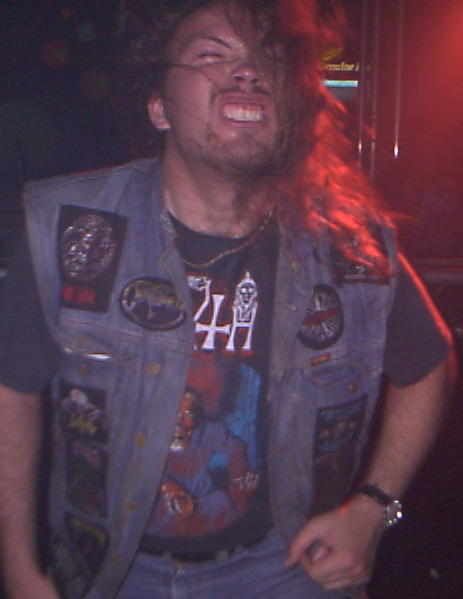
Un metalleux portant une kutte faisant du headbanging.

La kutte était à l'origine réalisée avec des vestes en jean denim avec les manches enlevées ou coupées très court. Dans le cas de vestes avec un nombre important de poches, certaines sont coupées, ce qui permet un gain de place pour les patches. Beaucoup de personnes vont alors rajouter de nouvelles poches à l'intérieur de la veste avec des vieux jeans.

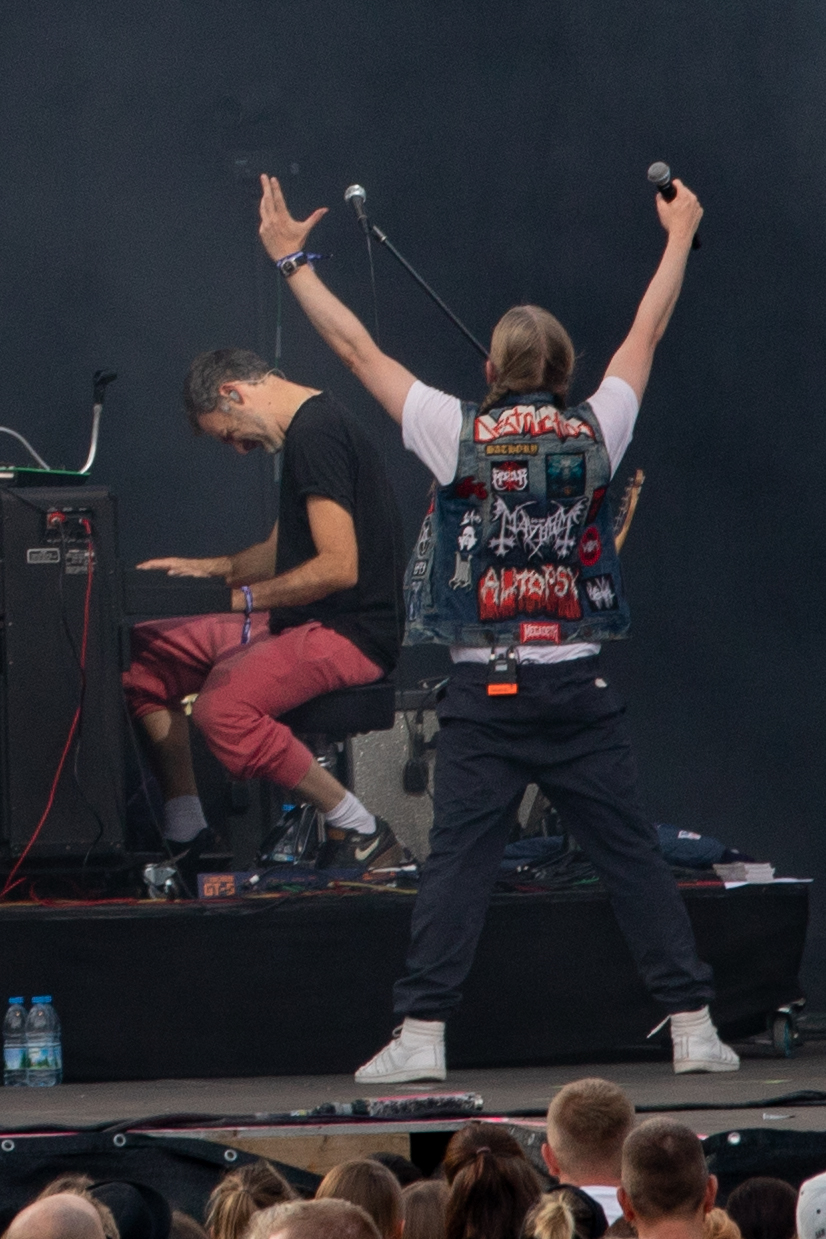
Une Kutte

Dans les années 1980, la kutte est la plupart du temps bleu ; les thrash metalleux préfèrent utiliser un jean délavé, tandis que les membres d'un club de moto britannique ont utilisé de l'eau de Javel jusqu'à ce que leur veste devienne presque blanche.
Du milieu à la fin des années 1990, la popularité grandissante des vestes multi-poches de chasse et pêche a conduit de nombreux punks et metalleux à les adopter comme kutte, avec des couleurs et du camouflage.
Depuis 2008, la kutte en cuir devient populaire, avec la série Sons of Anarchy.
Fin 2012, la marque française Zolki fabrique la plus grande collection de kutte en cuir, pour le monde biker.
La kutte dans le monde du biker, est un vêtement indispensable chez les MC et motoclubs 1%, sur lesquels sont cousus des patchs.